# کورشول

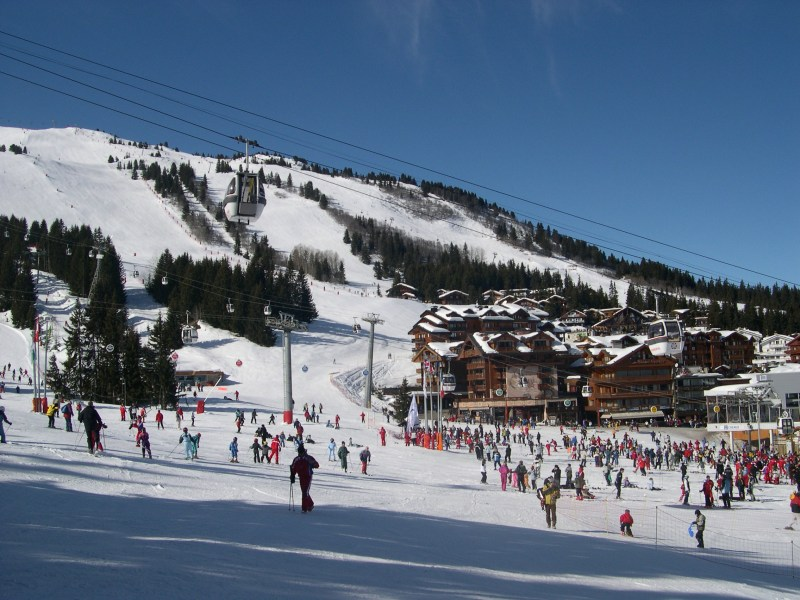
کورشول ۱۸۵۰، بلندترین و مشهورترین نقطه پیست اسکی.

کورشول(به فرانسوی: Courchevel) نام یک پیست اسکی در ناحیه فرانسه آلپ است. در واقع این پیست هفت روستای فرانسه است که با هم از طریق بالابرهای اسکی متصل هستند و به همین دلیلی کورشول بزرگترین پیست اسکی متصل در دنیا محسوب می‌شود. نام چهار بخش اصلی کورشول، کورشول ۱۳۰۰ (لا پراز)، کورشول ۱۵۵۰، کورشول ۱۶۵۰ و کورشول ۱۸۵۰ است که عدد مقابل آن ارتفاع از سطح دریا (به متر) را نشان می‌دهد البته بررسی‌های دقیق‌تر نشان می‌دهد که کورشول ۱۸۵۰ تنها ۱۷۴۷ متر است.